# Franz Goerig
Franz Goerig (* 10. Dezember 1825 in Schönwalde, Kreis Heilsberg; † 14. Juli 1887 in Leipzig) war ein deutscher Arzt und Abgeordneter in Ostpreußen.

## Leben
Goerig besuchte das Kgl. Gymnasium Hosianum in Braunsberg. Nach dem Abitur studierte er Medizin an der Albertus-Universität Königsberg. Im Wintersemester 1851/52 wurde er im Corps Masovia aktiv. Als Inaktiver wechselte er an die  Friedrich-Wilhelms-Universität zu Berlin. Mit einer Doktorarbeit über die Pneumonie wurde er 1856 dort zum Dr. med. promoviert. Als praktischer Arzt ließ er sich erst in Neidenburg und dann in Berlin (1882) nieder. Für die Deutsche Fortschrittspartei saß er von 1879 bis 1882 für den Wahlkreis Königsberg 7 (Osterode, Neidenburg) im Preußischen Abgeordnetenhaus.